# 146P/Шумейкеров — LINEAR
Комета Шумейкеров — LINEAR (146P/Shoemaker-LINEAR) — короткопериодическая комета семейства Юпитера, которая была обнаружена 2 октября 1991 года американскими астрономами Кэролин и Юджин Шумейкер с помощью 0,46-м телескопа системы Шмидта Паломарской обсерватории, а затем подтверждено астрономами проекта LINEAR. Она была описана как диффузный объект 16,0 m звёздной величины с центральной конденсацией. Комета обладает довольно коротким периодом обращения вокруг Солнца — чуть более 8,1 года.

Орбита кометы Шумейкеров — LINEAR и её положение в Солнечной системе

## Сближения с планетами
В течение XX и XXI веков комета дважды подходила к Юпитеру на расстоянии менее 1 а. е. и один раз к Земле.
- 0,68 а. е. от Юпитера 9 августа 1982 года;
- 0,41 а. е. от Земли 26 октября 1984 года (способствовало открытию)
- 0,56 а. е. от Юпитера 29 апреля 2006 года.